# Holotrichia carinata
Holotrichia carinata är en skalbaggsart som beskrevs av Hermann Burmeister 1855. Holotrichia carinata ingår i släktet Holotrichia och familjen Melolonthidae. Inga underarter finns listade i Catalogue of Life.